# Alisha Weir
Alisha Weir (Dublin, 26 de setembro de 2009) é uma atriz e cantora irlandesa, mais conhecida por sua interpretação de Matilda Wormwood no filme Roald Dahl's Matilda the Musical (2022). Tendo desenvolvido sua carreira no meio artístico desde os primeiros anos de vida, ela já apareceu em variadas produções de cinema, televisão e teatro.

## Biografia

### Família e primeiros trabalhos
Weir nasceu em Knocklyon, subúrbio de Dublin, Irlanda, em 2009. É filha de Mark Weir, gerente de uma concessionária de automóveis, e Jenny Weir, uma cabeleireira. Tem duas irmãs mais velhas, Katie e Emma Jane; assim como elas, Alisha sempre se interessou por artes cênicas e canto. Iniciou sua carreira de atriz por volta dos três anos, quando atuou, em 2012, no palco de um evento anual realizado por sua escola de teatro, a Talented Kids Performing Arts School & Agency. A partir de então, começou a aparecer em comerciais e atrações de televisão, geralmente produções da RTÉ. Destacou-se em duas ocasiões no programa The Late Late Toy Show: em 2017, cantando "True Colors", de Cyndi Lauper, e em 2020, quando apresentou, junto a artistas como Una Healy e Imelda May, uma versão de "Dreams", do The Cranberries.
Em 2018, ela apareceu em seu primeiro filme, o thriller de terror Don't Leave Home, e atuou em alguns curtas-metragens independentes. No ano seguinte, interpretou a personagem recorrente Laura Dunne na telessérie irlandesa Darklands e participou do Dancing with the Stars da Irlanda, realizando um número de dança inspirado em Mary Poppins. Em 2020, integrou o elenco de vozes do filme de animação Two by Two: Overboard!. No circuito teatral de Dublin, ela interpretou, entre outros papéis, Molly no musical Annie, realizado no National Concert Hall, e apareceu na peça Once, encenada no Olympia Theatre. Também realizou trabalhos como modelo infantil, tendo participado de sessões de fotos para campanhas do Ulster Bank em 2016 e das marcas Cyrillus Paris e French Fashion Catalogue em 2019.

### Matilda the Musicale outros projetos
O primeiro trabalho de grande projeção na carreira de Weir foi Roald Dahl's Matilda the Musical, filme da Netflix de 2022; ela interpretou a protagonista Matilda Wormwood. Impressionado com a atenção da jovem aos comandos de direção e atuação, o diretor Matthew Warchus a escolheu entre centenas de crianças que fizeram o teste para o papel. A personagem precisava de um sotaque do sul da Inglaterra, que Weir conseguiu imitar muito bem. Ela estava com 11 ou 12 anos quando as filmagens iniciaram. Coestrelou com Emma Thompson e também canta nas faixas "Miracle", "Naughty", "When I Grow Up" e "Quiet" da trilha sonora do longa-metragem.
Após Matilda, Weir participou de produções cinematográficas como a comédia Wicked Little Letters (2023), coestrelada por Olivia Colman e Jessie Buckley. Seu próximo filme foi o terror vampiresco Abigail (2024), no qual interpretou a personagem-título, contracenando com Melissa Barrera e Dan Stevens. Ela aprendeu balé para o papel e realizou a maior parte de suas sequências de ação sem auxílio de dublês. Frank Scheck, do The Hollywood Reporter, descreveu a performance de Weir como "hipnotizante" e "tão assustadora e sarcasticamente engraçada como a pequena sugadora de sangue que Béla Lugosi deve estar se revirando no túmulo de ciúmes".

### Prêmios e indicações
| Ano  | Premiação                               | Categoria                        | Obra                             | Resultado | Ref.   |
| ---- | --------------------------------------- | -------------------------------- | -------------------------------- | --------- | ------ |
| 2022 | Prêmios Dublin Film Critics Circle      | Revelação irlandesa              | Roald Dahl's Matilda the Musical | Venceu    | [ 12 ] |
| 2023 | Prêmios London Critics Circle Film      | Jovem ator britânico ou irlandês | Roald Dahl's Matilda the Musical | Indicada  | [ 13 ] |
| 2023 | Prêmios Irish Film & Television Academy | Atriz principal – cinema         | Roald Dahl's Matilda the Musical | Indicada  | [ 14 ] |

Em abril de 2024, Weir foi incluída na lista 30 Under 30 da Forbes.

## Filmografia

### Cinema
| Ano  | Título                           | Papel            | Notas                               | Ref.   |
| ---- | -------------------------------- | ---------------- | ----------------------------------- | ------ |
| 2018 | Don't Leave Home                 | Siobhan Callahan |                                     | [ 4 ]  |
| 2018 | Day Out                          | Rachael          | Curta-metragem                      | [ 17 ] |
| 2018 | The Wiremen                      | Rosie (voz)      | Curta-metragem de animação          | [ 18 ] |
| 2018 | Fiadhas Oak                      | Protagonista     | Curta-metragem                      | [ 16 ] |
| 2020 | Two by Two: Overboard!           | Primrose (voz)   | tcc. Ooops! The Adventure Continues | [ 6 ]  |
| 2022 | Roald Dahl's Matilda the Musical | Matilda Wormwood |                                     | [ 4 ]  |
| 2023 | Wicked Little Letters            | Nancy Gooding    |                                     | [ 19 ] |
| 2024 | Buffalo Kids                     | Mary             |                                     | [ 20 ] |
| 2024 | Abigail                          | Abigail          |                                     | [ 8 ]  |

### Televisão
| Ano     | Título                 | Papel                         | Notas                             | Ref.   |
| ------- | ---------------------- | ----------------------------- | --------------------------------- | ------ |
| 2016    | Do Re Mi               | Ela mesma                     | Apresentação musical              | [ 2 ]  |
| 2017    | It's All About Me      | Ela mesma                     | Programa infantil                 | [ 21 ] |
| 2017-20 | Late Late Toy Show     | Ela mesma                     | 2 episódios; apresentação musical | [ 5 ]  |
| 2018    | Donncha's Two Talented | Ela mesma                     | Programa infantil                 | [ 3 ]  |
| 2018    | Realta Agus Gaolta     | Participante                  | Concurso de talentos              | [ 22 ] |
| 2018    | Ireland's Got Talent   | Ela mesma                     | 1 episódio                        | [ 16 ] |
| 2019    | Dancing With The Stars | Ela mesma                     | 1 episódio                        | [ 2 ]  |
| 2019    | Darklands              | Laura Dunne                   | 5 episódios                       | [ 6 ]  |
| 2020    | Shorts Yule Love       | Garotinha / vozes na multidão | 2 episódios                       | [ 2 ]  |
| 2022-23 | Fia's Fairies          | Fia (voz)                     | Série de animação                 | [ 23 ] |

### Vídeo musical
| Ano  | Título   | Artista | Direção       | Ref.  |
| ---- | -------- | ------- | ------------- | ----- |
| 2019 | "Fabric" | Fears   | Daniel Butler | [ 2 ] |

### Trilha sonora
- 2022 - Roald Dahl's Matilda the Musical (Soundtrack from the Netflix Film)[24]